# 扎甘縣

扎甘縣在盧布斯卡省的位置

51°37′N 15°19′E / 51.617°N 15.317°E
扎甘縣（波蘭語：Powiat żagański），是波蘭西部盧布斯卡省的縣份，县府为扎甘，面積1,131平方公里，2006年人口82,226，人口密度每平方公里73人。